# 학살 (프로게이머)
학살(본명: 김효종, 2000년 11월 2일 ~ )은 대한민국의 전직 오버워치 프로게이머 출신이자 아프리카TV, 유튜브에서 활동하는 인터넷 방송인이다. 또한 벤쿠버 타이탄즈에서 활약을 하다가 한국선수들을 방출하자 뉴욕엑셀시어로 이적했다.
2020년 10월 22일 공식적으로 오버워치 프로게이머 은퇴선언을 하였다. Haksal이라는 아이디를 사용 중이며, 소속팀은 뉴욕엑셀시어였다. 2017년, 오버워치 HOT6 APEX 시즌 2와 시즌 4, 2017 오버워치 넥서스컵 Summer, 오버워치 APAC Premier 2017에서 준우승을 수상했다. 2018년, 오버워치 컨텐더스 코리아 시즌 2에서 첫 우승을 하였다. 2020년 12월 15일, 트위치에서 아프리카TV로 이적하였고 2021년 3월 31일, 베스트BJ로 선정되었다.